# Charles Oulmont
Charles Oulmont (* 1. November 1883 in Mülhausen; † 16. Februar 1984 in Pontoise) war ein französischer Schriftsteller.

## Leben
Charles Oulmont studierte am Pariser Konservatorium bei Gabriel Fauré Musik sowie Geisteswissenschaften und Kunst an der Sorbonne und verfasste eine Dissertation über religiöse Mystik (Le Verger, le Temple et la Cellule).
Seit Anfang der 1910er Jahre trat er als Autor von Romanen und Theaterstücken hervor. Angeregt von seinem Onkel, Paul Oulmont, sammelte Oulmont seit seiner Jugend Gemälde, Möbel und Kunstobjekte. Er verfasste Schriften zur französischen Kunst des 18. Jahrhunderts und eine Einführung in die Kunstgeschichte unter dem Titel Les Lunettes de l'amateur d'art.
Vor seinem Tod verfügte Oulmont die Einrichtung einer Stiftung zur Förderung junger Künstler. Die Bestände seiner Kunstsammlung wurden nach seinem Tod u. a. an die Museen von Strasburg, Besançon, Mülhausen, Saint-Cloud, und Pontoise gegeben.

## Werke
- Adam et Eve
- La Femme a ses raisons
- Coeur à corps
- Les Virginales
- L'Enfant d'Israël
- Bonheur
- Les Enfants recommencent
- Tu crois avoir aimé

| Personendaten    | Personendaten                |
| ---------------- | ---------------------------- |
| NAME             | Oulmont, Charles             |
| KURZBESCHREIBUNG | französischer Schriftsteller |
| GEBURTSDATUM     | 1. November 1883             |
| GEBURTSORT       | Mülhausen                    |
| STERBEDATUM      | 16. Februar 1984             |
| STERBEORT        | Pontoise                     |